# Thespa Gunma
Thespa Gunma (em japonês:  ザスパ群馬 - Zasupa Gunma) é um clube de futebol japonês, sediado em Maebashi. Disputa atualmente a J2 League, a segunda divisão nacional.

## História
O clube foi fundado em 1995 em Kusatsu como Liaison Kusatsu Football Club, e seus jogadores eram alunos da Higashi Nihon Soccer Academy, que encerrou suas atividades em 1999 por problemas financeiros. Porém, os atletas continuaram em Kusatsu na tentativa de manter a equipe ativa. Em 2002, mudou de nome para Thespa Kusatsu, tendo como principal objetivo chegar à primeira divisão japonesa. Após disputar as ligas regionais entre 1996 e 2003, jogou a Japan Football League (na época, a terceira divisão japonesa) e terminou em terceiro lugar, pedindo a inscrição para ser membro da J. League, aprovada em dezembro de 2004. Tendo como principal jogador o veterano goleiro Nobuyuki Kojima (reserva da Seleção Japonesa na Copa de 1998), que defendia a equipe desde 2002, o Thespa terminou sua primeira temporada na J2 em 12º lugar, posição repetida em 2006.
Em 2013, incorporou o nome da cidade ao nome oficial, passando a chamar-se Thespakusatsu Gunma para dar um entendimento de que a equipe representaria toda a província de Gunma, e também no escudo. Após 13 temporadas, o clube foi rebaixado para a J3 em 2017, onde ficaria mais duas temporadas antes de conquistar o acesso em 2019. Na volta à segunda divisão, o Thespa terminou na vigésima posição, mas o campeonato não teve rebaixamento - o que só voltaria a ocorrer em 2021, quando a equipe ficou em 18º lugar, uma posição acima do SC Sagamihara, o primeiro time entre os 4 rebaixados para a J3. Em 2022, ficou novamente uma posição fora da zona de rebaixamento, desta vez com 5 pontos a mais que o FC Ryūkyū.
Em junho de 2023, mudou novamente seu nome oficial, agora para Thespa Gunma.

## Treinadores
- Ratko Stevović (1995–1997)
- Naoki Kimura (1998–1999)
- Ratko Stevović (2000–2001)
- Ryōsuke Okuno (2002–2004)
- Satoshi Tezuka (2005)
- Shigeharu Ueki (2006–2009)
- Tōru Sano (2009–2010)
- Hiroshi Soejima (2010–2013)
- Tadahiro Akiba (2013–2015)
- Hiroki Hattori (2015–2016)
- Hitoshi Morishita (2017–2018)
- Keiichirō Nuno (2018–2020)
- Ryōsuke Okuno (2020–2021)
- Kiyokazu Kudō (2021–2022)
- Tsuyoshi Otsuki (2022–2024)
- Akira Muto (2024–)